# 謝謝你
《謝謝你》是歌手刀郎的流行音樂精選輯，於2006年4月25日由環球音樂正式發行。

## 概要
- 此专辑以新歌+精选专辑形式发行。其中包括了〈谢谢你〉、〈为什么我泪水成行〉、〈爱是你我〉、〈大敦煌〉四首新歌。
- 此专辑的同名主打歌曲〈谢谢你〉是刀郎为了表示对自己歌迷的感谢和支持，特意为他们写的一首歌曲。刀郎表示：“〈谢谢你〉这首歌曲来源于当初在录专辑过程中。正巧赶上我的生日，生日当天自发组织的来自全国各地的刀迷汇聚新疆，一同来到自己的音乐工作室，为我庆祝生日。当时我非常地感动，有感而发当即创作了这首歌曲。并且在短短的一天就将整支歌曲录制完毕。”
- 此专辑的收录曲〈为什么我泪水成行〉是为央视黄金档连续剧《满天星》主题歌，刀郎首度与内地著名音乐人易茗、雷蕾合作制作该曲。
- 此专辑的收录曲〈爱是你我〉是刀郎为印度尼西亚海啸事件，应邀到香港演唱会义演而创作的公益歌曲[1][2]。
- 此专辑的收录曲〈大敦煌〉是央视2006年度大戏《大敦煌》的同名主题曲，该曲也是刀郎与周杰伦“御用”词人方文山的首次合作[3]。

## 收录歌曲
| 曲序 | 曲目                       | 时长 |
| ---- | -------------------------- | ---- |
| 1.   | 谢谢你                     | 5:57 |
| 2.   | 为什么我泪水成行           | 4:43 |
| 3.   | 爱是你我                   | 4:31 |
| 4.   | 大敦煌                     | 4:19 |
| 5.   | 情人                       | 3:11 |
| 6.   | 冲动的惩罚                 | 7:50 |
| 7.   | 2002年的第一场雪           | 4:14 |
| 8.   | 艾里甫与赛乃姆             | 5:47 |
| 9.   | 雨中飘荡的回忆             | 4:13 |
| 10.  | 北方的天空下               | 4:25 |
| 11.  | 大眼睛（DEMO珍藏版）       | 3:27 |
| 12.  | 喀什噶尔胡杨（DEMO珍藏版） | 6:07 |